# Argun, Rusija
Argun [argún] (rusko Аргу́н) je mesto v Šalinskem rajonu v ruski avtonomni republiki Čečeniji. 
Leži ob istoimenski reki in je imelo leta 2010 42.797 prebivalcev.